# Capitulaciones matrimoniales

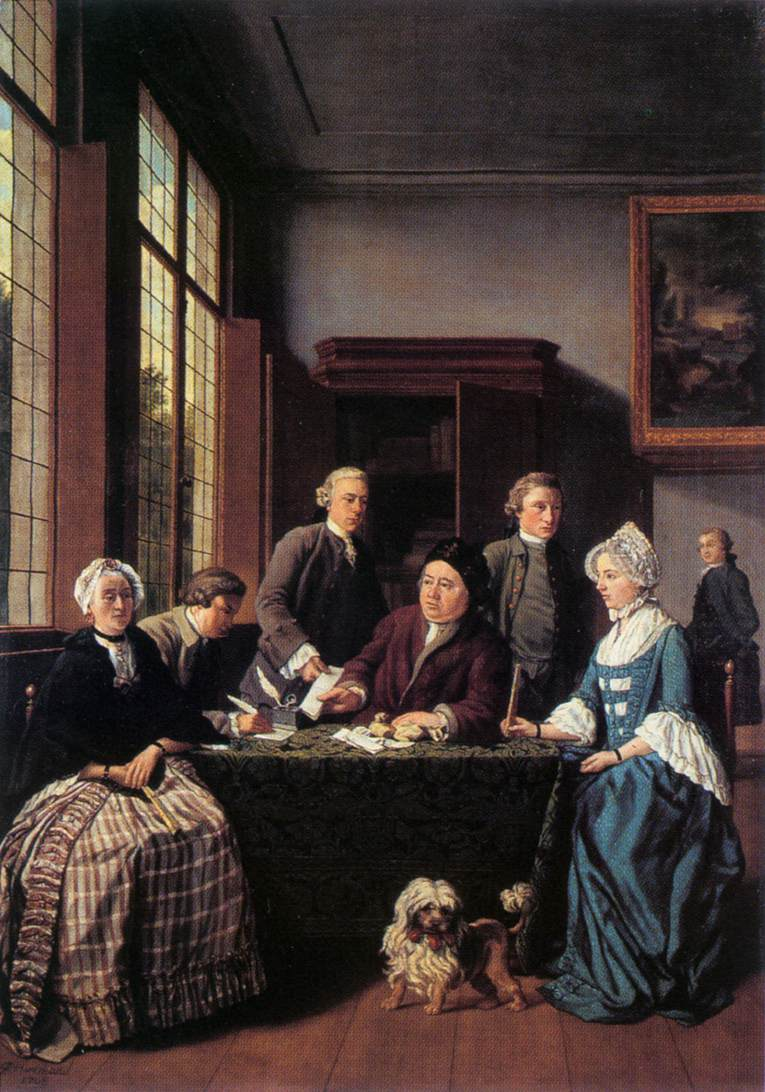
El contrato de matrimonio del artista flamenco Jean Josef Horemans el Viejo.

Las capitulaciones matrimoniales o capitulaciones prematrimoniales son los acuerdos celebrados antes o en el acto de contraer matrimonio y que tienen por objeto regular el régimen económico de su matrimonio o, en general, cualquier otra disposición por razón del mismo.
Cabe destacar que las capitulaciones matrimoniales son negocios jurídicos dependientes, esto es, pueden existir sin el matrimonio, pero no pueden subsistir sin él. Así, pueden celebrarse capitulaciones antes de contraer matrimonio y estas son perfectamente válidas, pero si el matrimonio no se efectúa, las capitulaciones resultan ineficaces.
Aunque son técnicamente contratos, el objeto de las capitulaciones prematrimoniales se encuentra fuertemente determinado por el grado de autonomía que cada ordenamiento reconoce a los esposos en los asuntos matrimoniales, Generalmente los contrayentes solo pueden adherirse a alguno de los regímenes matrimoniales típicos que regula el derecho de familia respectivo, al cual solo pueden introducir pequeñas variaciones.

## Historia

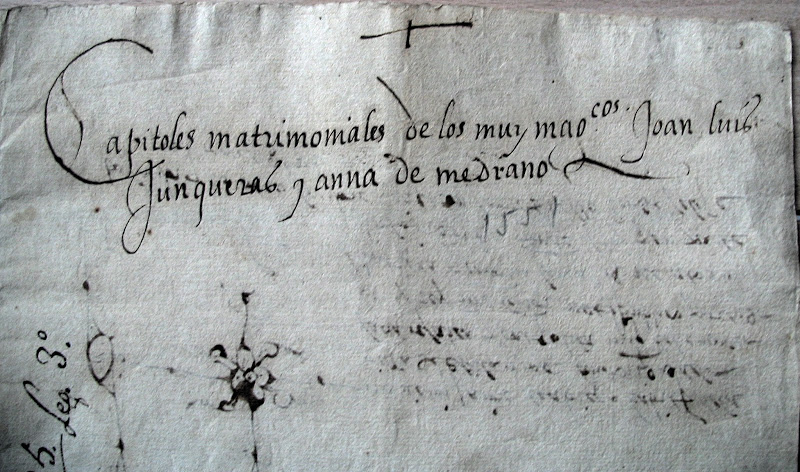
Capitulaciones matrimoniales en un manuscrito del

El origen de este contrato es tan antiguo que sin dificultad alguna puede referirse a los primeros tiempos de la monarquía goda. Sabida es la costumbre, constante en aquella sociedad, de que los padres o en su defecto los hermanos o consanguíneos del hombre que deseaba casarse pedían la doncella a los padres o parientes de esta. Cumplida esta formalidad y convenida la boda, unos y otros ajustaban los tratados, es decir, los capítulos referentes al matrimonio, firmaban los preliminares de este y procedían al desposorio para cuya solemnidad y valor exigía la ley el otorgamiento de las tablas dotales, es decir, la escritura hecha ante testigos de la dote que ofrecía el esposo a la esposa. Más tarde cuando se introdujeron las arras y donaciones propter nuptias los tratados o escritura otorgada con ocasión del próximo casamiento debieron comprender también los pactos referentes a su constitución, devolución, etc.

### Leyes de Partidas
Las leyes de Partidas conformándose con esta general e inconcusa costumbre hablan de los contratos o estipulaciones matrimoniales, determinando la forma que debía seguirse en la extensión de cada uno de ellos. Formulan entre otras escrituras la de promesa de casamiento otorgada entre los padres de los futuros consortes y el novio; la de consentimiento u obligación de casar; la de dote, arras y otras donaciones', en todas las cuales se estipulan los pactos consiguientes a la naturaleza del acto, la cantidad y calidad de los bienes que se donaban, la obligación de restituirlos, la de indemnizar los perjuicios o desperfectos causados en ellos y cuanto se creía oportuno para asegurar el capital de cada cónyuge a la disolución del matrimonio.
El uso de estas estipulaciones matrimoniales debió ir tomando mayor incremento con el tiempo, haciéndose, más preferente y aún necesaria la constitución de esta clase de contratos a medida que era más considerable la fortuna de los contrayentes o la suma de los bienes que aportaban al matrimonio. Ya no se limitaban a pactar sobre la dote, las arras y demás donaciones; sus convenios se extendían a fijar la suerte de los casados en las eventualidades que preveían; a establecer reglas sobre la sucesión; a fijar, en suma, cuanto creían conveniente acerca de la distribución de los bienes en la familia. La forma adoptada para la extensión de los contratos, distinta, aunque no esencialmente de la establecida por las leyes de Partidas y reducida a consignar cada uno de los pactos y estipulaciones convenidas por medio de capítulos dio origen a las palabras capitulaciones y capitular, llamándose así desde entonces el acto de otorgar estas escrituras o capítulos y las escrituras o estipulaciones mismas.

### Fundaciones vinculares
El uso y costumbre de celebrar estas capitulaciones llegó a su mayor desarrollo con el establecimiento de las fundaciones vinculares. Indudablemente la aportación a la sociedad conyugal de vinculaciones poseídas por uno o ambos cónyuges, exigía mayor previsión de su parte y por consiguiente nuevos pactos y estipulaciones que sirviesen de regla segura y preconstituida en las diversas combinaciones que pudieran ocurrir, evitando dificultades y conflictos en las familias. Así el uso de las capitulaciones matrimoniales, vino a ser un acto obligado en las familias distinguidas y acaudaladas que no olvidaban jamás y que practicaban con la más exquisita diligencia. Se pactaba sobre la dote, arras y demás donaciones nupciales y sobre las rentas y derechos aportados al matrimonio. Se estipulaba sobre el modo de suceder en los mayorazgos electivos e incompatibles; se formaban convenios sobre los alimentos que debían suministrarse a los hijos en su caso, sobre las viudedades y sobre los frutos de bienes aportados por los cónyuges y llegó a ser tal la latitud dada a este género de capitulaciones que hallamos ejemplos de algunos en que se mudó o varió la forma y el orden de suceder prescritos por los fundadores. Podemos citar entre otros el que refiere el Dr. Valenzuela referente a la casa de Tobar en las villas de Verlanga y Astudillo pues habiendo fundado mayorazgo el cabeza de ella Juan Fernández Tobar a virtud de real facultad obtenida en el año de 1442 en favor de sus hijos y habiéndose verificado la sucesión en doña María de Tobar que casó con don Iñigo Fernández de Velasco, condestable de Castilla y duque de Frías, obtuvieron real facultad aprobando uno de los capítulos matrimoniales por el que se varió esencialmente la forma de suceder establecida, llamando al segundogénito con exclusión del primogénito de sus hijos y descendientes quedando el mayorazgo como de pura y rigurosa agnación para lo sucesivo.
En la nueva Recopilación encontramos una ley que refiere la capitulación matrimonial convenida en el casamiento de la Srma. señora infanta doña Ana con el rey de Francia, en la cual se estipuló que ni esta señora ni sus descendientes, pudieran suceder perpetuamente en el reino de España y sus adyacentes, entendiéndose todos excluidos, así los primogénitos como los segundogénitos y ulteriores, por lo que importaba al Estado público.

## Momento para ser otorgadas
Las capitulaciones matrimoniales podrán otorgarse antes o en el acto de la celebración del matrimonio. Las capitulaciones matrimoniales pueden volver a ser establecidas con posterioridad modificando lo establecido inicialmente.
En España, aunque el otorgamiento de la escritura de capítulos matrimoniales sea anterior a la boda, el régimen seleccionado y los pactos contenidos en el documento, tendrán vigencia tras la unión. Los futuros cónyuges deberán casarse antes del transcurso de un año desde la firma, o el documento no será válido.

## Capacidad
Puede otorgar capitulaciones el mayor de edad. Los menores de edad no emancipados necesitarán el concurso y consentimiento de sus padres o tutores salvo que se limiten a pactar el régimen de separación de bienes o participación en las ganancias.

## Forma
Dada la trascendencia de los pactos matrimoniales. Así, en España el Código Civil requiere que para su validez las capitulaciones consten en escritura pública (forma ad solemnitatem) de las capitulaciones.
En cambio en Ecuador estas capitulaciones también son otorgan mediante escritura pública, pero esto ocurre antes o durante el matrimonio y en cuanto al momento del matrimonio son otorgadas en el acta matrimonial, jamás podrán ser otorgadas después, estas inician el cumplimiento de sus funciones con la firma por parte de los cónyuges en el acta matrimonial. Hechas ya las capitulaciones matrimoniales no podrá haber ningún inconveniente en el momento de liquidar la sociedad conyugal y estas podrán cambiar en su totalidad la destinación de cualquier bien que llegase o no a formar parte de la sociedad de bienes.

## Publicidad
La organización económica del matrimonio no es una cuestión que interese solo a los cónyuges, sino en general a todos cuantos puedan mantener alguna relación económica o comercial con ellos, así es necesario el carácter público de las capitulaciones.

## Modificación
Ya se mencionó antes la posibilidad de que las capitulaciones sean objeto de modificación. La modificación puede llevar consigo optar por un régimen económico del matrimonio diferente al vigente hasta dicho momento o bien limitarse a la modificación que suponga la alteración de aspectos concretos del contenido del régimen establecido con anterioridad. Ambas modificaciones son perfectamente posibles.